# Национальный союз надежды
Национальный союз надежды (исп. Unidad Nacional de la Esperanza, UNE) — политическая партия Гватемалы. Её основателем членом являлся президент Гватемалы в 2007— 2011 годах Альваро Колом, а ныне возглавляет его вдова Сандра Торрес. При основании определял себя как левоцентристская партия, придерживающаяся социал-демократической и социал-христианской идеологии, «идеалов Французской, Мексиканской и Гватемальской революций», однако со временем сместился существенно вправо и ныне сочетает позиции социального консерватизма и популизма.